# Pieczęć państwowa Słowacji
Pieczęć państwowa Republiki Słowackiej (słow. Štátna pečať Slovenskej republiky) – jeden z państwowych symboli konstytucyjnych Słowacji.

## Historia
Za pierwszą pieczęć z herbem Słowacji uznaje się pieczęć Słowackiej Rady Narodowej z okresu powstania słowackiego używanej w latach 1848–1849. W polu pieczęci umieszczony był herb z podwójnym krzyżem na trójwzgórzu bez korony. W otoku oddzielonym od pola linią ciągłą umieszczony był napis SLOVENSKÁ NÁRODNÁ RADA 1848 zaczynający się znajdującym się na górze pieczęci dywizorem – sześcioramienną gwiazdką heraldyczną .
Po utworzeniu Państwa Słowackiego w 1939 roku Sejm w czerwcu przyjął ustawę o symbolach państwowych. Ustawa ta wprowadziła pojęcie Pieczęci Państwowej (štátna pečať). Zgodnie z § 4 w pieczęć była okrągła o średnicy 45 mm. W polu znajdował się herb Słowacji. Legendę stanowił napis PEČAŤ SLOVENSKEJ REPUBLIKY z dywizorem u dołu w postaci kółka z wpisanym w nie podwójnym krzyżem. Otok od pola oddzielała linia perełkowa. Pieczęć miała być w posiadaniu premiera i służyć jedynie w stosunkach międzynarodowych. W odnośniku do § 4 (K § 4) dopuszczono stosowanie pieczęci państwowej przy innych ważnych okazjach, z zastrzeżeniem, że wówczas należy stosować wersję o mniejszej średnicy . Po likwidacji państwa w 1945 roku pieczęć przestała być stosowana.
Po przekształceniach ustrojowych Czechosłowacji w 1990 roku i utworzeniu Czeskiej i Słowackiej Republiki Federacyjnej Słowacka Rada Narodowa przyjęła ustawę konstytucyjną o nazwie, państwowym herbie, państwowej fladze, państwowej pieczęci i państwowym hymnie Republiki Słowackiej. Zgodnie z artykułem 4 pieczęć stanowił herb państwowy z umieszczonym w otoku napisem SLOVENSKÁ REPUBLIKA. W otoku na dole znajdował się liść lipy. Pieczęć była przechowywana przez przewodniczącego Słowackiej Rady Narodowej.
Po podjęciu decyzji o rozdziale Czechosłowacji na dwa niezależne państwa w uchwalonej w 1992 konstytucji, która weszła w życie 1 stycznia 1993 roku ponownie umieszczono pieczęć jako jeden z symboli państwowych.

## Opis
Wygląd pieczęci państwowej Republiki Słowackiej określa Konstytucja Republiki Słowackiej i ustawa konstytucyjna o symbolach państwowych Republiki Słowackiej i ich użyciu.

Pieczęć państwową Republiki Słowackiej tworzy godło państwowe Republiki Słowackiej, wokół którego jest umieszczony napis „Republika Słowacka”.

(1) Pieczęć państwowa Republiki Słowackiej (zwana dalej „pieczęcią państwową”) jest okrągła. W jej środku przedstawiony jest herb państwowy, przy czym kolory herbu zaznaczone są heraldycznym szrafirunkiem. Wokół państwowego herbu jest umieszczony idący po okręgu napis (otok) Republika Słowacka. W dolnej części otoku pieczęci państwowej znajduje się liść lipy. Średnica pieczęci państwowej wynosi 45 mm.

(4) Przedstawienie graficzne pieczęci państwowej stanowi załącznik nr 4 do niniejszej ustawy.

## Wykorzystanie
Pieczęć państwowa znajduje się w posiadaniu Prezydenta Słowacji. Stosowana jest do pieczętowania oryginału konstytucji i ustaw konstytucyjnych, umów międzynarodowych i listów uwierzytelniających delegowanych dyplomatów. Dopuszczone są też inne przypadki zwyczajowo przyjęte.